# Dado Topić

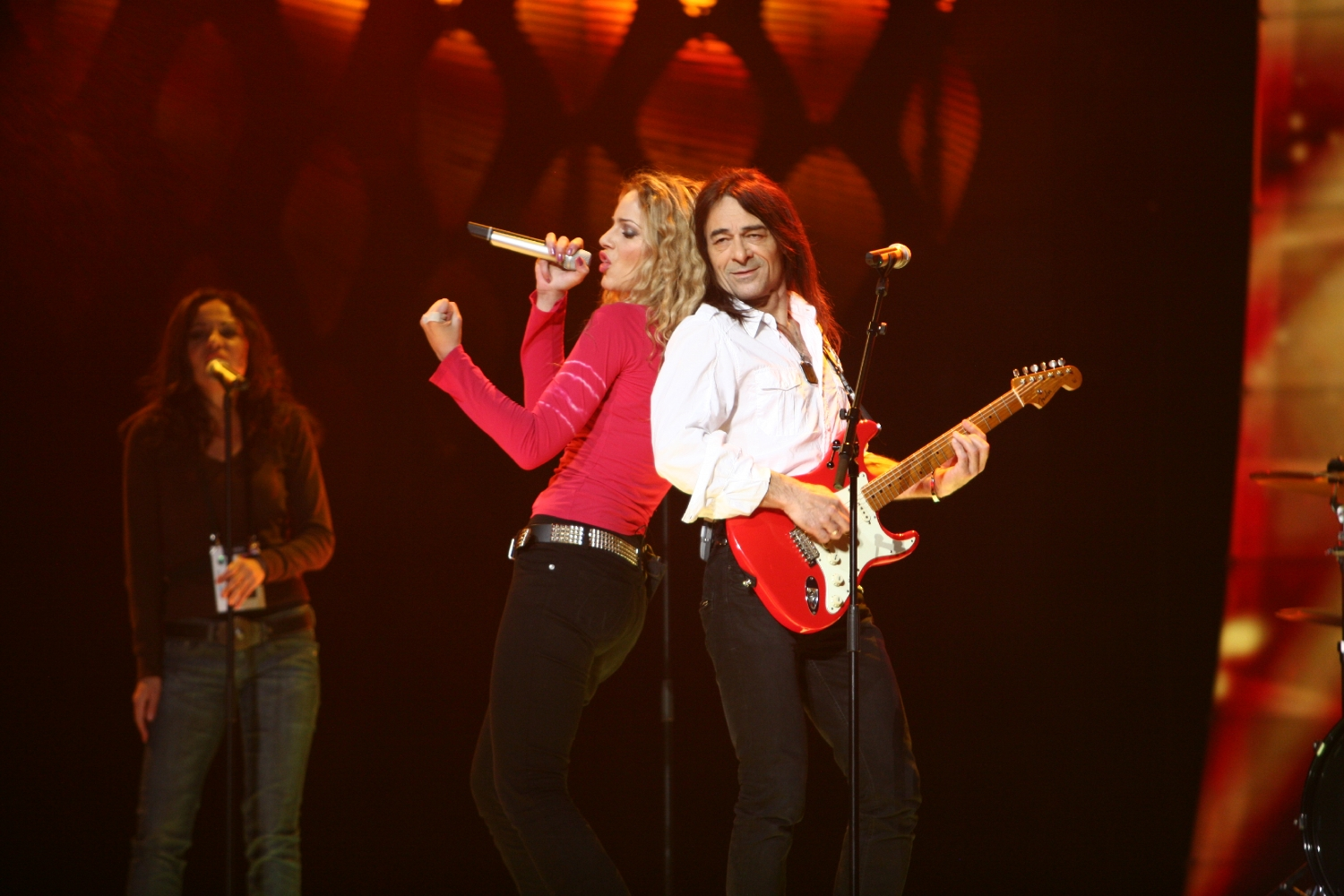
Topić mit der Band Dragonfly beim Eurovision Song Contest 2007

Dado Topić (* 4. September 1949 in Siverić bei Drniš, Jugoslawien, als Adolf Topić) ist ein kroatischer Rockmusiker.

## Leben
Geboren in Siverić, zog Topić als Kleinkind mit seiner Familie nach Nova Gradiška, wo er seine Jugend verbrachte. Er war nach seiner Schulzeit in Blues- und Coverbands als Gitarrist und Sänger aktiv. 1969 kam er zur Rockband Korni grupa. 1971 gründete er seine eigene Progressive-Rock-Band Time. Diese löste sich 1977 nach drei Alben auf und Topić begann eine Solokarriere.
2007 gewann er zusammen mit der Band Dragonfly die Dora knapp vor den zweitplatzierten Kraljevi Ulice & Sandra Bagarić mit nur einem Punkt Vorsprung. Beim Contest in Helsinki belegten sie nur den 16. Platz im Semifinale, sodass ihr Song Vjerujem u ljubav (zu dt.:Ich glaube an die Liebe) sich nicht fürs Finale qualifizierte.

## Diskografie
- 1979: Neosedlani
- 1980: Šaputanje na jastuku
- 1989: Slađana i Dado (Kompilation)
- 1993: Call it love (EP)
- 2001: Otok u moru tišine
- 2002: Zvuk osamdesetih Zabavna i Pop 1984 – 1985
- 2004: Apsolutno sve
- 2006: Nakon svih ovih godina
- 2007: Pjesme ljubavne